# Ban Gu
班固 Ban Gu (32 - 92) fue un historiador chino. También se transcribe su nombre como Pan Ku.

## Vida y obra
La familia Ban fue una de las más distinguidas de la dinastía Han del Este. Su padre Ban Biao fue también un destacado historiador. Él se encargó de escribir la historia de la antigua dinastía Han, obra que se conoce como Libro de Han. Sin embargo, su trabajo se vio interrumpido por problemas políticos, ya que su unión con la familia de la emperatriz Dou le llevó a prisión y a su ejecución. Su hermana pequeña, Ban Zhao, terminó algunas de sus obras, las cuales fueron tomadas como modelo para los posteriores trabajos acerca de las antiguas dinastías.
También realizó escritos en el principal género poético de la época Han, un tipo de poesía intercalada con prosa llamada fu. Algunos de sus poemas fueron reunidos por Xiao Tong en sus Selecciones de literatura refinada durante el siglo VI.

## Familia Ban
- Ban Biao (班彪; 3-54; padre)
  - Ban Gu (班固; 32-92; primer hijo)
  - Ban Chao (班超; 32-102; segundo hijo)
  - Ban Zhao (班昭; 49-140; hermana)

## Vésase también
- Historiografía
- Interpretaciones de la Historia de China